# 仁井村
仁井村（にいむら）は、兵庫県津名郡にあった村。現在の淡路市北部の内陸部、神戸淡路鳴門自動車道の東浦インターチェンジと北淡インターチェンジの中間付近にあたる。

## 地理
- 海洋：播磨灘

## 歴史
- 1889年（明治22年）4月1日 - 町村制施行により、常盤村・仁井村・野島村・小田村の区域を以って津名郡仁井村が発足。
- 1892年（明治25年）1月22日 - 野島村・常盤村（大字）が野島村の一部となる。
- 1955年（昭和30年）3月22日 - 富島町・浅野村・育波村・野島村・室津村と合併して北淡町が発足。同日仁井村廃止。

## 交通

### 道路
現在は旧村域を神戸淡路鳴門自動車道が通過するが、当時は未開通。